# روي غرينوود (لاعب كرة قدم)
روي غرينوود (بالإنجليزية: Roy Greenwood)‏ (26 سبتمبر 1952 في المملكة المتحدة - ) هو لاعب كرة قدم بريطاني في مركز جناح ‏. لعب مع ديربي كاونتي وسويندون تاون ونادي ترانمير روفرز لكرة القدم ونادي سندرلاند وهال سيتي وهدرسفيلد تاون ونادي سكاربورو.

## وصلات خارجية
- روي غرينوود على موقع قاعدة بيانات كرة القدم.إي يو (الإنجليزية)